# تاردينهين
تاردينهين (بالفرنسية: Tardinghen)‏ هي بلدية تقع في إقليم باد كاليه من منطقة نور با دو كاليه في شمال فرنسا. تبلغ مساحة هذه المدينة 8.72 (كم²)، وترتفع عن سطح البحر 50 م، يبلغ عدد سكانها 167 نسمة حسب إحصاء المعهد الوطني للإحصاء والدراسات الاقتصادية سنة 2009 م. وترأس Thibaut Segard البلدية خلال فترة (2008-2014).